# Демченко Тамара Павлівна
Демченко Тамара Павлівна (6 грудня 1948) — кандидат історичних наук, доцент кафедри історії та археології України Навчально-наукового інституту історії, етнології та правознавства імені О. М. Лазаревського.

## Біографія
Народилась 6 грудня 1948 року у селі Ведмеже Роменського району Сумської області. Згодом разом з батьками переїздить до Талалаївки Чернігівської області.
У 1971 р. закінчила Київський державний університет ім. Т. Шевченка.Протягом 1971–1975 років викладає історію та суспільствознавство у Великобубнівській середній школі Роменського району Сумської області. З 1975 року працює асистентом, а згодом старшим викладачем кафедри історії СРСР та УРСР при Чернігівському державному педагогічному інституті імені Т. Г. Шевченка. У 1984 році захистила дисертацію «Культурно-просвітницька діяльність відділень Російського технічного товариства на Україні в 1870—1914 роках» на здобуття наукового ступеня кандидата історичних наук. Упродовж 1986–1988 років працювала лектором Чернігівського обкому Компартії України. У 1988 році повертається до науково-педагогічної діяльності в Чернігівському державному педагогічному інституті імені Т. Г. Шевченка. З червня 1991 року доцент кафедри історії та археології України Чернігівського національного педагогічного університету ім. Т. Г. Шевченка.

## Коло наукових інтересів
- Історія українського національно-визвольного руху другої половини ХІХ — початку ХХ століття
- Історія Української національно-демократичної революції (1917—1921 років)
- Проблеми голодоморів

## Наукові роботи
- ДІЯЛЬНІСТЬ Київського відділення Російського технічного товариства (1870—1914 рр.) //Укр. істор. журнал. — 1981. — № 9. — С. 78 — 81.
- МЕРЕЖА освітніх закладів, створених на Україні відділеннями Російського технічного товариства //Історичні дослідження. Вітчизняна історія. — К., 1982. — Вип. 8. — С. 99 — 107.
- КУЛЬТУРНО — просветительская деятельность отделений Русского технического общества на Украине в 1870—1914 годы.: Автореф. дис. на соискание ученой степ. канд. истор. наук. — К., 1984. — 24 с
- КУЛЬТУРНО — освітня робота на Чернігівщині в роки першої російської революції //Перша Чернігівська обласна наукова конференція з історичного краєзнавства: Тези доп. — Чернігів, 1985. — С. 74 — 76.
- Д. М. Поддерегін: життя та діяльність //Питання вітчизняної та зарубіжної історії. — Чернігів, 1991. — С. 32 — 33.
- ЗА УКРАЇНУ, за її волю: Короткий нарис боротьби ОУН — УПА за незалежність України: (Другий етап національно-визвольного руху на Україні 30-х — поч. 50-х рр.). — Чернігів, 1992. — 54 с.
- ДО ПИТАННЯ про участь делегатів від Чернігівщини в роботі Першої Державної Думи //Проблеми історичного і географічного краєзнавства Чернігівщини. — Чернігів, 1993. — Вип. 2. — С. 74 — 79.
- ЗАСТУПНИК Голови Центральної Ради. Наш земляк Микола Шраг: замовчуване ім'я історії //Сіверщина (Чернігів). — 1994. — 17 груд. — С. 2.
- ЧЕРНІГІВСЬКІ депутати у Другій Державній Думі //Проблеми історичного і географічного краєзнавства Чернігівщини. — Чернігів, 1995. — Вип. 3. — С. 46 — 49.
- КЕРІВНИК туристського клубу «Вогнище»: (Нарис про І. М. Клейнера) //З історії вітчизняного туризму: Зб. наук. ст. — К., 1997. — С. 154—159.
- ЛИСТИ Михайла Грушевського до Іллі Шрага //Літ. Чернігів. — 1997. — № 10. — С. 82 — 86.
- Укл.: І. Л. ШРАГ: Док. і матеріали /Упоряд. В. М. Шевченко, Т. П. Демченко, В. І. Онищенко. — Чернігів, 1997. — 165 с.
- АГРАРНІ рухи на Чернігівщині на сторінках журналу «Украинский вестник» //Проблеми історичного і географічного краєзнавства Чернігівщини. — Чернігів, 1999. — Вип. ІV. — С. 57 — 62.
- ГОЛОДОМОР 1932—1933 років на Чернігівщині: (До питання про стан вивчення проблеми) //Голод — геноцид 1933 року в Україні: історико — політологічний аналіз соціально — демографічних та морально — психологічних наслідків: Матеріали міжнар. наук. — теоретичної конф. — К.; Нью-Йорк, 2000. — С. 253—264.
- ЧИ ТРЕБА жаліти Героїв Крут? //Просвіта. — 2000. — 10 берез. — С. 2.
- БАТЬКО і син Шраги //Молода нація: Альманах. — К., 2003. — № 1 (26). — С. 8 — 33.
- «КОЖНА прожита година була страшною»: Голод 1932—1933 рр. на Чернігівщині у спогадах очевидців // Сіверян. літопис. — 2003. — № 4. — С. 50 — 96.
- Укл.: ПАМ'ЯТЬ народу неубієнна: Спогади очевидців: (Свідчення про голод 1932—1933 рр. на Чернігівщині) /Упоряд. Т. Демченко, Л. Легецька. — Чернігів, 2003. — 100 с.
- ГОЛОДОМОР 1932—1933 років: чернігівський слід //Чернігівщина incognita. — Чернігів, 2004. — С. 102—110.
- УКРАЇНСЬКИЙ національно — визвольний рух на Чернігівщині //Чернігівщина incognita. — Чернігів, 2004. — С. 121—126.
- СПИСОК міліціонерів: епізод з історії революційного протистояння у Чернігові 1905 року //Сіверян. літопис. — 2006. — № 4. — С. 100—108.
- БІЛЬШОВИЦЬКИЙ терор в Україні в 20 — 30-ті роки ХХ ст.: Чернігівщина: Навч. посіб. — Чернігів, 2007. — 38 с.
- ВШАНУВАННЯ пам'яті жертв Голодомору на Чернігівщині //Проблеми історії України: Факти, судження, пошуки: Міжвідом. зб. наук. праць. — К., 2008. — Вип. 18. Спец.: «Голод 1932—1933 років — геноцид українського народу». — С. 340—348.
- ЦЕРКВА і священики в умовах Голодомору 1932—1933 рр. //Семінаріум: Історія Церкви та церковно — історичної науки /Упоряд. О. Ф. Тарасенко. — Чернігів, 2008. — Вип. 1. — С. 105—119.
- Великий терор на Чернігівщині (20–30-ті роки ХХ століття) / Т.П. Демченко ; відп. ред. О.Б. Коваленко. – Чернігів : ПАТ «ПВК «Десна», 2017. – 100 с.
- Колективізація та Голодомор 1932–1933 років на Чернігівщині: забуттю і прощенню не підлягає / Т.П. Демченко, М.В. Горох ; відп. ред. О.Б. Коваленко. – Чернігів : ПАТ «ПВК «Десна», 2017. – 100 с.